# Epistemologie
Epistemologie (z řeckého έπιστήμη epistémé znalost, schopnost + λόγος logos slovo, řeč), občas také gnozeologie (z řec. γνῶσις gnósis poznání) či noetika (z řec. νοήμα noéma myšlenka), je jedna ze základních filozofických disciplín (vedle etiky, logiky a metafyziky), která zkoumá lidské poznání, jeho vznik, proces, předmět či limity. 

## Problémy a související pojmy
V dějinách epistemologie se zformovaly dva základní přístupy - racionalismus, který má základ v matematice a logice a soustřeďuje se na procesy odvozování a intuici, a poté empirismus, spjatý s přírodními vědami, kde středem zájmu je zkušenost a smyslové poznání. S tématem poznání jsou úzce spjaty pojmy pravdy, rozumu, vnímání, vědomí, přesvědčení, svědectví a skutečnosti. K základním otázkám patří: „Co víme?“, „Co to znamená říci, že něco víme?“, „Jak víme, že víme? " a „Na čem stojí naše přesvědčení?“. Ke známým problémům patří například Gettierův problém („Je důvodné pravdivé přesvědčení poznáním?“) nebo trilema Barona Prášila. Vzhledem k tomu, že výše uvedená "zkušenost" a "smyslové poznání", stejně jako pojmy "vnímání", "vědomí", "přesvědčení" ad. jsou silně podmíněny emočními mechanismy, které jsou doménou umělecké reflexe bytí, je umění považováno za jeden z pilířů poznání. Dále v Epistemologii 20. století uvedená "mystika" využívající integrovanou formu vnímání provází podobně jako umění celou historii lidského rodu. Protože proces poznání intenzivně ovlivňuje faktor inteligence (operační schopnosti mozku), je přínosné vnímat základní pilíře poznání opírající o tři typy lidské inteligence charakterizované známými kvocienty IQ-EQ-SQ. V některých kulturních okruzích, zejména ve Francii, má pojem epistemologie užší význam filozofie vědy. S procesem poznání souvisí problematika výzkumu. Po roce 2000 v akademickém prostředí silně nabyl význam tzv. "umělecký výzkum", jehož principy jsou zkoumány podobně jako postupy náboženského poznávání v minulosti.  

## Historie
Epistemologické problémy jsou součástí filozofie už od jejích počátků v antickém Řecku, intenzivně se jim věnoval Pythagoras, Parmenidés, Platón i Aristotelés. Za nejdůležitější nezápadní starověký epistemologický koncept bývá označována indická pramána. Středověká filozofie se tématu tolik nevěnovala, ze scholastiků měl k otázkám nejblíže Jan Duns Scotus, z učenců zlatého islámského věku Al-Ghazálí. Velkým předmětem zájmu se gnozeologické otázky staly znovu s formováním moderní filozofie, přičemž se vyhranil klasicky empiristický (Francis Bacon, John Locke, David Hume) a racionalistický směr (René Descartes, Immanuel Kant). V dalším vývoji přicházely různé variace. Pozitivisté (Auguste Comte, Herbert Spencer) se snažili z racionalismu vytlačit metafyzické kantovské aspekty, proti tomu se rozvíjeli i novokantovské přístupy, například díky Ernstu Cassirerovi. Ve 20. století přišel velký zájem o zkoumání limitů lidského poznání, revolučním se stal především Wittgensteinův důraz, jak naši zkušenost určuje jazyk, nad nějž se logika nemůže postavit, může se jen pokusit zjednat řád v jeho rámci. Podobně na různá "předporozumění" upozorňuje hermeneutika Hanse-Georga Gadamera. Velmi vlivnou se stala rovněž Husserlova fenomenologie, která se pokusila systematicky vyřadit, "uzávorkovat", všechny předpoklady myšlení a vnímání a dobrat se k "čistému vědomí". Omezit význam pravdy na její praktickou podobu se pokusil pragmatismus (Charles Sanders Peirce, William James, John Dewey, Richard Rorty). Přesto se ale objevily opětovné pokusy, především ze strany analytické filozofie, postavit znovu epistemologickou stavbu na čisté logice. Ty reprezentoval například Gottlob Frege, Bertrand Russell či Rudolf Carnap. Jejich snahy se systematicky snažil podkopávat postmodernistický směr (Jacques Derrida, Michel Foucault, Gilles Deleuze), který o možnosti jakéhokoli objektivního poznávacího řádu pochyboval. Nejdál v tom zašel patrně Paul Feyerabend, který svůj přístup nazval přímo epistemologickým anarchismem a provokoval logiky například obhajobou astrologie a stanoviskem, že její způsob poznání není v ničem méněcennější než vědecký. Tato linie myšlení, kategorizovaná někdy jako epistemologický skepticismus, navazuje na antický pyrrhonismus, jenž jako produkt podceňovaného helénismu byl dlouho opomíjený. Že vytváří zcela specifickou epistemologii věří například některé větve feminismu (viz feministická epistemologie).

### Epistemologie ve 20. století
Ve 20. století však filozofická epistemologie musela čelit řadě výzev ze strany rozvíjející se vědy, která se svými objevy dotýkala některých základních otázek předpokladů a limitů poznávání, ať už to byla psychoanalýza s jejím důrazem na iracionální (pudovou) stránku lidské psychiky, sociologie s jejím důrazem na sociálně-konstruktivistickou povahu člověka, biologie s jejími novými objevy fyziologie mozku, nebo fyzika, která svou kvantovou mechanikou nebo teorií relativity přišla se zcela inovativními přístupy k pojmům jako je vnímání či skutečnost, a ukázala jejich závislost na fyzikálních silách a stavech hmoty. Také ovšem moderní mystika, například hnutí new age, se snažila systematicky do epistemologických debat vklínit, když využívala často právě některé nové vědecké objevy, na něž tradiční filozofie nebyla podle ní schopna adekvátně reagovat.[zdroj?]

## Související vědy
Otázkou lidského poznání se též přímo zabývá několik speciálních věd – psychologie, pedagogika, fyziologie, sociologie a další, interdisciplinárně pak kognitivní věda. Pokud by bylo poznání pouze otázkou různých účinků působení v rámci empirické příčinné souvislosti, pak by zkoumání poznání náleželo čistě empirickým vědám. Avšak tyto vědy nejsou schopny popsat, co vlastně poznání je. Důvod této nejasnosti je prostý – poznání či vědomost není přístupné zkušenosti. Příčina je předpokladem poznání, podobně jako oko je předpokladem zraku, avšak současně není v jeho zorném poli.